# Елизабет Пец
Елизабет Пец (на немски: Elisabeth Pähtz) е германска шахматистка, гросмайстор при жените и бивша световна шампионка за девойки до 20 години.

## Кариера
Тренирана е от най-ранно детство от баща ѝ Томас Пец, който е международен гросмайстор. На деветгодишна възраст спечелва първото си германско първенство във възрастовата група до 11 години. През 1999 г. става шампионка на Германия при жените. През 2002 г. става световна шампионка до 18 години, а през 2004 световна шампионка при девойките до 20 години.
През същата година на европейското първенство за жени в Дрезден, завършва на 16-о място. До 2004 г. посещава висшето училище по спорт в Дрезден, където е сред най-силните шахматисти, родени в Германия. Състезава се за „Dresdner Sport Club 1898“ и други асоциации.
Като един от най-големите немски таланти от ново поколение, Пец е обект на голям медиен интерес. Съобщено е че тя се е провалила по висша математика в университета. Пец обяснява това, че тя е много интуитивен играч и заради това не трябва да бъде универсален гений.
Тя участва като един от четиримата съветници на световния отбор в мача „Каспаров срещу Света“ през 1999.
През 2008 г. участва на европейското индивидуално първенство в Пловдив, постигайки 7 т. от 11 партии.

## Резултати
- 2007 – Бад Хомбург (2 м. на „Queens Chess Internat. Damen Grossmeisterterturnier“)[2]
- 2009 – Талин (1 м. на „Мемориал Паул Керес“ в турнира за жени с резултат 6 точки от 8 възможни)[3]